# Xyletobius blackburni
Xyletobius blackburni är en skalbaggsart som beskrevs av Perkins 1910. Xyletobius blackburni ingår i släktet Xyletobius och familjen trägnagare.

## Underarter
Arten delas in i följande underarter:
- X. b. blackburni
- X. b. scutellaris
- X. b. simplex
- X. b. suturalis